# Halone epiopsis
Halone epiopsis là một loài bướm đêm thuộc phân họ Arctiinae, họ Erebidae.